# Oravská skupina
Oravská skupina resp. Oravský typ je v archeologii lokální skupina lužického kulturního komplexu na severním povodí Váhu, na Oravě a v Turci v období cca od 750 př. Kr. až do 300 př. Kr. (ale vzkvétala a relevantně je doložena vlastně až od 550 př. Kr., tedy od Ha D2). 

## Popis
Po roce 550 př. Kr. bylo území oravské skupiny hustě osídlené, což dokládá hustá síť hradišť i jednoduchých osad, jakož i pohřebišť s velkým počtem hrobů. Nejvýznamnějšími hradišti oravské skupiny byly Tupá Skala (nad Vyšným Kubínem) a Istebné Hrádok. Hradiště se již stavěla i za pomoci kamene, obyvatelé žili z řemesla a chovu ovcí a vykazují náznaky vnitřní urbanizace. Oravská skupina se vyznačuje specifickou keramikou (výzdobu tvoří rýhy, převládají amforové a baňaté nádoby, esovitě prohnuté šálky), specifickými bronzy (diadém a náhrdelníky zhotovené z masivní tordované nebo hladké tyčinky a zakončené růžicemi, honosné jehlice atd..) a změnami v pohřebním ritu (více žárových bezurnových hrobů se zbytky kremace uloženými v jamce nebo přikrytými pískovcovou deskou). Lokality žárových pohřebišť jsou např. Dolný Kubín, Vyšný Kubín, Oravský Podzámok. Oravská skupina byla v úzkém kontaktu s sousedním územím dnešního Polska, což dokazuje podoba hradišť.